# 六味斋
六味斋，是一所位于山西太原的中华老字号，现为太原六味斋实业有限公司，主要经营肉制品和豆制品，总部设于清徐县。
山东掖县人刘凤翔与山西太原人刘德山在北京西单牌楼附近开设了专营熟肉制品的店铺天福号，当时称为酱肘子。1938年，抗日战争期间，店掌柜盛荣广迁居太原开店，名为“福记六味斋酱肘鸡鸭店”，1940年改为“六味斋”。1956年，公私合营，更名为“六味斋酱肉店”。文化大革命期间更名为“太原酱肉店”。1978年，恢复“六味斋”店名。
2013年，六味斋酱卤肉制品、香肠火腿制品、豆制品、主食、糕点和晋西口牌杂粮，被评为“山西省名牌产品”。同时，六味斋被认定为山西省质量信誉AAA级企业。“六味斋酱肉传统制作技艺”也被录入中国国家级非物质文化遗产。

## 历史
六味斋前身乃始创于公元 1738 年乾隆鼎盛时期的“福记酱肘鸡鸭店”，闻名于风雨飘摇的光绪初，颠沛于战乱频仍的民国中叶，定鼎于百业待举的共和国初创，宏业光复于拨乱反正的改革开放大潮初起后，崛起在新时代的伟大征程中。六味斋距今 280 多年的悠久历史，是国内食品行业现存为数不多的老字号品牌之一、全国最大的酱卤肉制品和豆制品生产企业之一、太原市唯一对应具体保护单位的“国家级非物质文化遗产”。
1738年，山东人刘凤翔与山西太原酱肘花传人刘德山在北京西单牌楼附近开设了专营熟肉制品的店铺。起源于唐代的历史名吃酱肘花落户京师，当时称为酱肘子。乾隆年间，酱肘子即成为宫廷贡品；光绪年间，酱肘子更是成为慈禧太后的每餐必需品。
1938年，日寇侵占北京后，为躲避战乱，当时的店掌柜盛荣广带领三个小徒弟来到太原开店，店址位于太原市达达巷17号，名为“福记六味斋酱肘鸡鸭店”。太原酱肘花从此“重归故里”。
1940年，迁址至繁华的商业区桥头街1号（现为柳巷134号）。经营面积扩大为40多平方米，人员增至8人。解放前夕，战火连年，百业凋敝。“六味斋”以其“六味誉三晋，香冠美群芳”的盛誉留存下来，延续至今。
1956年，公私合营，更名为“六味斋酱肉店”。经营方式依然是前店后厂、自产自销。
1959年，加工部自六味斋酱肉店迁至半坡东街49号。
1963年，太原市人民政府投资在六味斋酱肉店原址改造新建3层楼房，一层专营六味斋熟肉制品，经营面积150平方米，二层为酒馆。
1966年，“文化大革命”开始，“六味斋”店名当作“四旧”被“横扫”，当时的市长岳维藩为保护六味斋酱肉产品，将其更名为“太原酱肉店”。
1972年，1972年，六味斋加工部迁至新建路47号
1982年，六味斋酱肉店营业员李丽挂出“三号营业员李丽不开后门，不缺斤短两，请顾客监督”的牌子，在社会上引起强烈反响，一个“学李丽、树新风”的活动在太原市和山西省迅速展开。
1988年，阎继红被任命为六味斋酱肉店主任。同年，六味斋第四代传人宋银如被聘为山西省唯一的中华人民共和国商业部酱卤制品评委。
1989年，六味斋酱肉店“以小吃大”，兼并太原市化工机械厂，加工部迁至桃园南路58号（现桃园南路60号）。
1990年，太原市六味斋肉制品厂成立，为中型二类企业，六味斋酱肉店归属该厂。同年，宋银如成为山西省第一位酱卤制品工程师。
1993年，受当时合资潮影响，六味斋先后与港商、台商合资，结果陷入“泥潭”，濒临倒闭，“六味斋”也几乎在太原市民中销声匿迹。当年，时任六味斋肉制品厂副厂长兼六味斋酱肉店经理的阎继红在酱肉店恢复前店后厂，并聘请当时已退休的宋银如担任技术厂长，阎继红以自己的责任心和使命感义不容辞地扛起了保护六味斋品牌、传承六味斋技艺、维护六味斋信誉的旗帜，正是这一举措，方使六味斋品牌和技艺得以保留和光大。
1995年，阎继红被任命为六味斋肉制品厂厂长兼党支部书记。同年，六味斋在太原市南城、北城和河西区开设3家专卖店，拉开了六味斋实施名牌战略、维护名牌信誉的帷幕。
1996年，阎继红荣获“全国五一劳动奖章”。
1997年，六味斋被列入太原市财贸系统23家改制试点企业之一，太原六味斋实业有限公司正式成立，阎继红当选为董事长，并兼任总经理。同年，阎继红当选山西省第九届、太原市第十届人大代表。
1998年，六味斋豆制品厂和速冻食品厂正式投产。
2000年，通过ISO9002质量管理体系认证；六味斋养殖基地——太原天蓬农业发展有限公司成立。
2002年，六味斋迁至太原国家高新技术产业开发区长治路476号。占地面积30000多平方米，营业面积15000多平方米，员工近2000人，日加工量突破50吨。同年，阎继红连任山西省第十届、太原市第十一届人大代表。 
2007年，根据中国品牌研究院认定，六味斋品牌价值近亿元。连续两年名列《全国中华老字号百强品牌价值榜》。同年，阎继红再次当选太原市第十二届人大代表。
2008年，六味斋酱肉传统制作技艺成为太原市唯一对应具体保护单位的国家级非物质文化遗产。同年，六味斋荣获“全国三八红旗集体”称号。同年，六味斋酱肉传统制作技艺第四代传人宋银如收徒仪式举行。
2010年，六味斋在清徐县徐沟镇南尹村购置土地500亩，建设现代化的农副产业深加工园区。
现在的六味斋，总部位于山西省太原市清徐六味斋食品工业园，现为国家AAAA旅游景区。近年来，在党和政府的关怀下，在社会各界的支持下，在阎继红董事长的带领下，六味斋人全力构建“党建+工业+旅游”的一体化格局，打造出了一条“以高质量党建引领企业高质量发展”之路，形成了“1331”的党建模式，铸就了“继承、创新、诚信、卓越”的六味斋精神和“做事靠良心、责任靠奉献、诚信靠德行”的核心价值观。推动公司党建和生产经营同频共振，持续提质升级。公司以“党建强”促“发展强”，使得六味斋肉制品、豆制品在全国同行业名列前茅，连续多次被评为“全国模范劳动关系和谐企业”“农业产业化国家重点龙头企业”，荣获了“中国驰名商标”“全国模范职工之家”“全国厂务公开先进单位”“全国三八红旗集体”等荣誉。
近300年来，历代六味斋先贤通过孜孜以求的努力和矢志不渝的拼搏，打造出了熠熠生辉的六味斋品牌，不仅为山西省食品工业和老字号的发展作出了杰出的贡献，也是几百年来山西人餐桌上的一道靓丽风景。